# Amt Nennhausen
Amt Nennhausen är ett kommunalförbund i östra Tyskland, beläget i centrala delen av Landkreis Havelland i förbundslandet Brandenburg, mellan städerna Rathenow och Nauen.
Amt Nennhausen bildades genom en kommunreform 1992. I amtet ingår kommunerna Kotzen, Märkisch Luch, Nennhausen och Stechow-Ferchesar, med tillsammans 4 631 invånare (2012). Sätet för amtsförvaltningen finns i orten Nennhausen.
Området är bland annat känt för naturreservatet Naturpark Westhavelland och beståndet av fågeln stortrapp. Det relativt glesbefolkade området tillhör också de minst ljusförorenade i Tyskland och är därför populärt bland amatörastronomer.